# Pena de las varas
La pena de las varas es un castigo que consiste que consiste en golpear a alguien con una vara y que data de la más remota antigüedad.

## Historia
Era un castigo exclusivamente reservado para los esclavos, no pudiendo, por lo mismo, ser infligido a los hombres libres. Así, en Esparta se administraba diariamente cierto número de golpes de vara a los ilotas, a fin de que tuviesen siempre presente su condición de esclavos. En la antigua Roma las varas fueron un instrumento de suplicio. Existen gran número de textos que prueban que la ejecución de un condenado a la última pena tenía dos fases: la flagelación con varas y luego la decapitación con el hacha.
En la descripción que hace Tito Livio del suplicio de los hijos de Bruto, dice (II, 5): missique lictores ad sumendum supplicium nudatos virgis caedunt securique feriunt. Para la flagelación de los parricidas se empleaban ramas de un cornejo de color encarnado llamado sanguineus frutex correspondiente al español sanguino; las varas y el hacha, los dos instrumentos del suplicio de los condenados a muerte, formaban el haz de los lictores que acompañaban a los magistrados autorizados para pronunciar sentencias de pena capital. Las varas, solas o aisladas, figuraban en los haces, cuando los magistrados no podían pronunciar sin apelación tales condenas.
En 195 a. C. la lex Porcia, propuesto por Catón el Viejo, prohibió que se infligiese a los ciudadanos romanos el suplicio de las varas, por lo cual el jus virgarum no podía ejercerse legalmente contra un ciudadano romano. Plinio refiere (Naturalis Historia, VII, 43) que en el caso de la condenación de Lucio Cornelio Balbo, que fue cónsul en el año 40 a. C., se discutió de jure virgarum in eum, por haberse suscitado dudas sobre su calidad de ciudadano romano.
El suplicio de las varas se infligía también en Roma a los soldados en circunstancia excepcionales; así, cuando Apio Claudio Craso se dejó vencer voluntariamente por los volscos, el cónsul, ante la cólera del ejército, juntó los restos de sus legiones e hizo apalear con varas a todos los soldados que habían soltado cobrademente las armas. Y según un rescripto de Adriano, dirigido a Fulvio, legado de Aquitania, el soldado que dejaba escapar a un prisionero confinado a su custodia era apaleado con varas y relegado a una milicia inferior. Este castigo, sin embargo, parece que fue abolido en virtud de la lex Porcia, según se dijo anteriormente. Los emperadores romanos que persiguieron a los cristianos no hicieron caso ninguno de la ley que eximía al ciudadano romano de este suplicio, únicamente hubo una excepción en el caso de san Pablo, que alegó ante el juez su calidad de ciudadano romano. Y así, muchos de los mártires que gozaban de dicha ciudadanía y algunos, además, pertenecían a las legiones romanas y habían defendido al Imperio, fueron condenados a la pena de los azotes, muriendo muchos de ellos durante el tormento.
El suplicio de las varas estuvo también en vigor entre los francos y aun sobrevivió a la Edad Media. Antes de la Revolución se aplicaba aún en Francia a los soldados, sobre todo a los convictos por robo o ataques a la moral. El sistema empleado para curar las llagas producidas por los azotes constituía un nuevo suplicio, pues consistía en frotarlas con vinagre; a menudo el paciente caía a los pies de sus verdugos. En cambio, hubo soldados, más humanos y civilizados que las leyes, que se negaron a ejercer de verdugos contra compañeros de profesión y Potier cita el caso de dos compañeros de granaderos de un mismo regimiento que fueron sometidos a juicio por haberse negado a apalear a una mujer pública. Esta bárbara e inhumana costumbre fue abolida por la revolución.